# Libros canónicos
Los libros canónicos (en inglés standard works) de La Iglesia de Jesucristo de los Santos de los Últimos Días (IJSUD) son los cuatro libros que en la actualidad constituyen las escrituras oficiales de su canon abierto. (El canon de las escrituras está «abierto» debido a la creencia de la IJSUD en la revelación continua, y se pueden hacer adiciones al canon de las escrituras con el «consentimiento común» de los miembros de la iglesia). Los cuatro libros canónicos son:
- La Santa Biblia (versión del Rey Jacobo en inglés, versión Reina-Valera en español; en otros países no anglófonos se pueden utilizar otras versiones de la Biblia).[3][4][5][6]
- El Libro de Mormón, subtitulado desde 1981 «Otro testamento de Jesucristo».
- Doctrina y Convenios.
- Perla de gran precio.

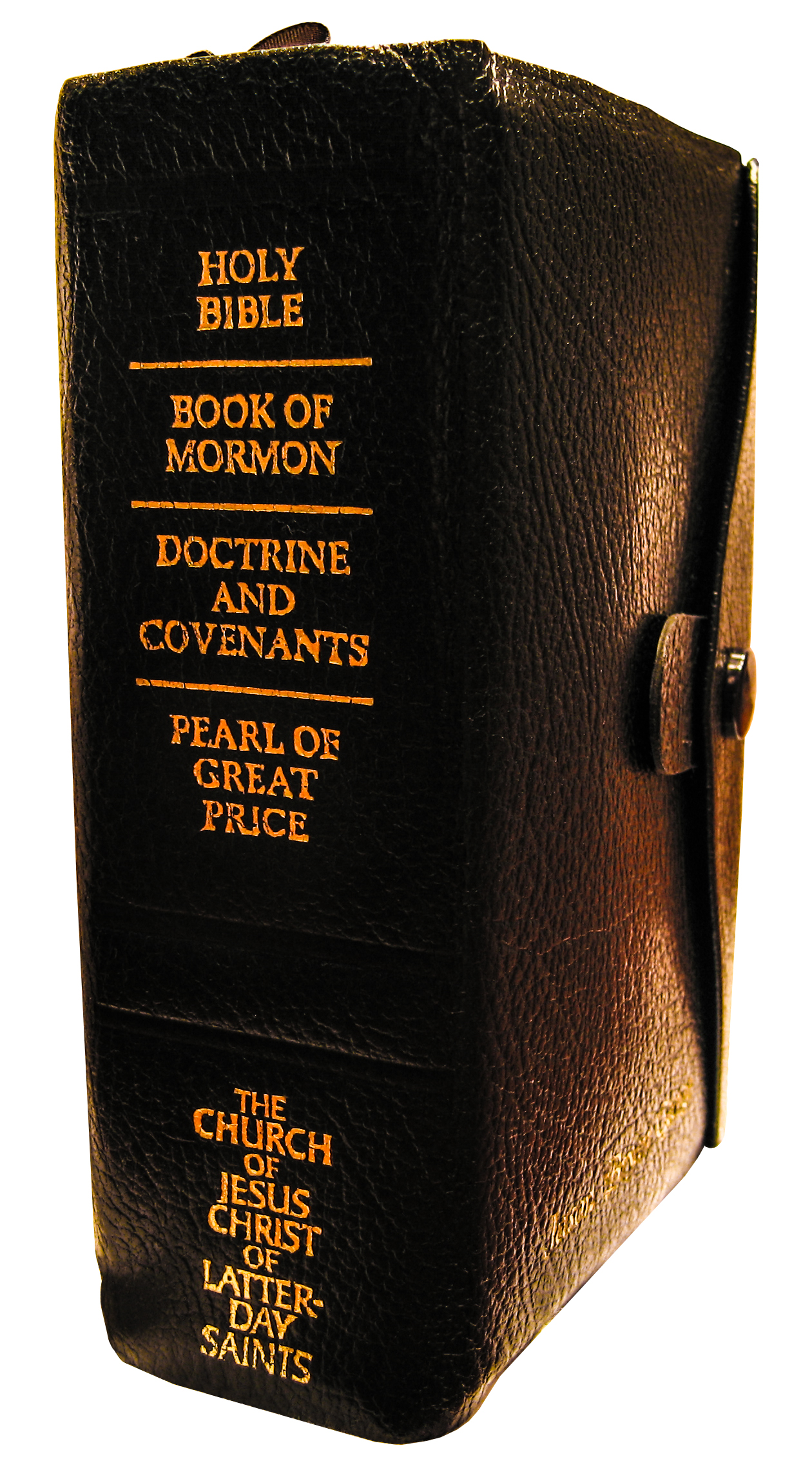
Formato de combinación cuádruple de los libros canónicos

Los libros canónicos son impresos y distribuidos por la iglesia en dos formatos:
- Combinación cuádruple: todos los libros en una sola encuadernación.
- Biblia más combinación triple: un juego de dos libros, con la Biblia en una encuadernación y los otros tres libros en una segunda encuadernación.

Las ediciones actuales de los libros canónicos incluyen una serie de ayudas de estudio no canónicas, incluidos un diccionario de la Biblia, fotografías, mapas, nomenclaturas, guía temática, índice, notas al pie de página, referencias cruzadas y extractos de la Traducción de la Biblia de Joseph Smith.

## Revelación continua
Según la doctrina de la revelación continua, la IJSUD cree en el principio de la revelación de Dios a sus hijos. Los miembros individuales tienen derecho a la revelación divina para confirmar las verdades, adquirir conocimiento o sabiduría, afrontar desafíos personales, etc. Los padres tienen derecho a recibir revelación para criar a sus familias.
Los miembros de la iglesia creen que la revelación divina para la dirección de toda la iglesia viene de Dios al Presidente de la Iglesia, a quien consideran un profeta en el mismo sentido que Noé, Abraham, Moisés, Pedro y otros líderes bíblicos. Cuando otros miembros de la Primera Presidencia o del Quórum de los Doce hablen como «inspirados por el Espíritu Santo», «será Escritura, será la voluntad del Señor, será la mente del Señor, será la palabra de Dios, el Señor será la voz del Señor, y el poder de Dios para salvación». Se anima a los miembros a reflexionar sobre estas revelaciones y a orar para determinar por sí mismos la veracidad de la doctrina.

## Adiciones al canon de las escrituras
Doctrina y convenios enseña que «todas las cosas deben hacerse en orden y por común consentimiento en la iglesia». Esto se aplica a la adición de nuevas escrituras. El presidente de la IJSUD, Harold B. Lee, enseñó: «El único autorizado para presentar cualquier doctrina nueva es el Presidente de la Iglesia, quien, cuando lo haga, la declarará como una revelación de Dios, y así será aceptada por el Consejo de los Doce y sostenido por el cuerpo de la Iglesia». Existen varios casos ocurridos en la IJSUD:
- 6 de abril de 1830: cuando se organizó la iglesia, se presume que la Biblia y el Libro de Mormón fueron aceptados unánimemente como Escritura.
- 9 de junio de 1830: en la primera Conferencia de la Iglesia, los Artículos y Convenios de la Iglesia de Cristo fueron aceptadas como escritura, siendo posteriormente conocidas como el capítulo 20 de Doctrinas y convenios. Si la Biblia y el Libro de Mormón no se sostuvieron el 6 de abril, entonces lo fueron por defecto cuando los Artículos y Convenios fueron aceptados.[10][11][12]
- 17 de agosto de 1835: Revelaciones seleccionadas de Joseph Smith fueron aceptadas unánimemente como Escritura.[13] Posteriormente fueron imprimidas en Doctrina y convenios.
- 10 de octubre de 1880: Perla de gran precio fue aceptada por unanimidad como escritura.[14] También en ese momento, otras revelaciones en Doctrina y convenios, que no habían sido aceptadas como escritura en 1835 porque se recibieron después de esa fecha, fueron aceptadas unánimemente como escritura.[15]
- 6 de octubre de 1890: La Declaración oficial 1 fue aceptada por unanimidad como escritura.[16] Más tarde comenzó a publicarse en Doctrina y Convenios.
- 3 de abril de 1976: Dos visiones (una recibida por Joseph Smith y la otra por Joseph F. Smith) fueron aceptadas como Escritura y agregadas a Perla de Gran Precio. (Las dos visiones se trasladaron más tarde a Doctrina y convenios como las secciones 137 y 138).[17]
- 30 de septiembre de 1978: La Declaración oficial 2 fue aceptada por unanimidad como escritura.[18] Inmediatamente se agregó a Doctrina y convenios.

Cuando una doctrina se somete a este procedimiento, la IJSUD la considera como palabra de Dios y se utiliza como estándar para comparar otras doctrinas. Lee enseñó:

No debe pensarse que todas las palabras pronunciadas por las Autoridades Generales sean inspiradas o que el Espíritu Santo las inspire en todo lo que hablan y escriben. Ahora ténganlo en cuenta. No me importa cual sea su posición, si escribe algo o habla algo que va más allá de lo que pueda encontrar en los libros canónicos, a menos que ése sea el profeta, el vidente y el revelador; tengan en cuenta una excepción: puede que inmediatamente diga: «¡Bueno, esa es su propia idea!» Y si dice algo que contradice lo que se encuentra en los libros canónicos (creo que por eso los llamamos «estándar», es la medida estándar de todo lo que los hombres enseñan), puede que sepa por la misma razón que es falso, independientemente de la posición del hombre que lo diga.

## La Biblia

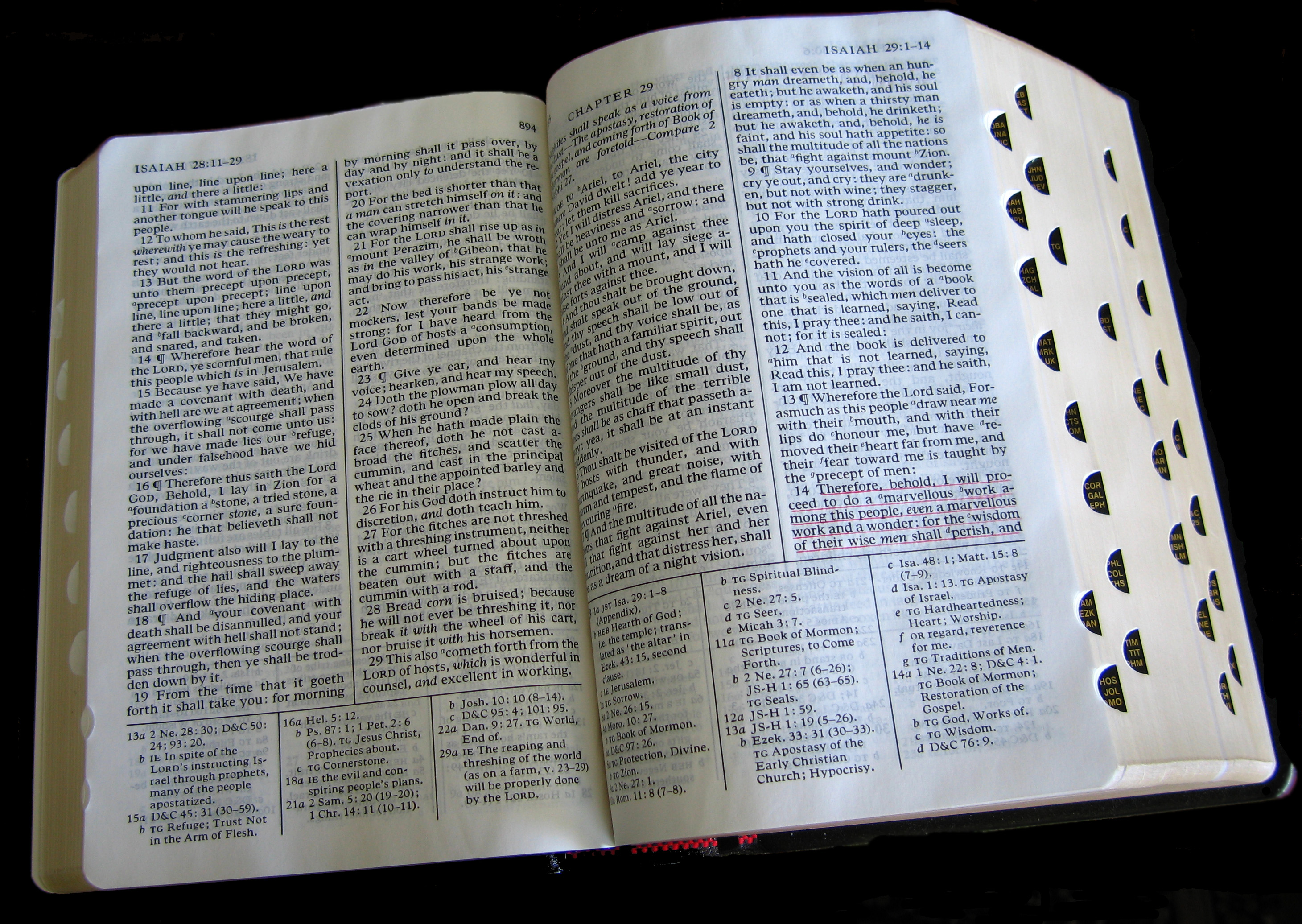
Combinación cuádruple abierta en el Libro de Isaías (obsérvese las referencias cruzadas entre las escrituras bíblicas y los libros canónicos IJSUD en las notas al pie de página)

Los miembros de la IJSUD que hablan inglés generalmente estudian una edición personalizada de la Biblia en la versión del Rey Jacobo (en inglés King James Version, KJV), que incluye títulos de capítulos personalizados, notas al pie de página que hacen referencia a libros en las obras canónicas y pasajes selectos de la Traducción de Joseph Smith de la Biblia.
Aunque la Biblia del Rey Jacobo siempre se usó comúnmente, fue adoptada oficialmente en la década de 1950 cuando J. Reuben Clark, de la Primera Presidencia de la iglesia, argumentó ampliamente que las traducciones más nuevas, como la versión estándar revisada de 1952, eran de menor calidad y menos compatibles con la tradición SUD. Después de publicar su propia edición de la Biblia del Rey Jacobo en 1979, la Primera Presidencia anunció en 1992 que la Biblia del Rey Jacobo era la Biblia oficial de la iglesia en idioma inglés, declarando que «[mientras] que otras versiones de la Biblia pueden ser más fáciles de leer que la Versión del Rey Jacobo, en términos doctrinales importa la revelación de los últimos días apoya la versión del Rey Jacobo en lugar de otras traducciones al inglés». En 2010, esto se incluyó en el Manual de la iglesia, que dirige la política y los programas oficiales de la iglesia.
En 2009 se publicó una versión en español, con un formato similar y con una versión ligeramente revisada de la traducción Reina-Valera de 1909. Los miembros de la IJSUD en otras áreas de habla no inglesa pueden usar otras versiones de la Biblia.
Aunque la Biblia es parte del canon IJSUD y los miembros creen que es la palabra de Dios, creen que las omisiones y las traducciones incorrectas están presentes incluso en los primeros manuscritos conocidos. Afirman que los errores en la Biblia han llevado a interpretaciones incorrectas de ciertos pasajes. Por lo tanto, según el fundador de la iglesia, Joseph Smith, la iglesia cree que la Biblia es la palabra de Dios «en la medida en que esté traducida correctamente». La iglesia enseña que «[la] manera más confiable de medir la exactitud de cualquier pasaje bíblico no es comparando diferentes textos, sino comparándolos con el Libro de Mormón y las revelaciones modernas».
Los manuscritos de la Traducción de Joseph Smith de la Biblia declaran que «los Cantos de Salomón no son escrituras inspiradas» y, por lo tanto, no están incluidos en el canon SUD y rara vez los miembros de la IJSUD los estudian. Sin embargo, todavía está impreso en todas las versiones de la Biblia del Rey Jacobo publicadas por la iglesia.

## Los apócrifos
Aunque los apócrifos fueron parte de la edición de 1611 de la Biblia del Rey Jacobo, la IJSUD actualmente no usa los apócrifos como parte de su canon. Joseph Smith enseñó que, si bien la edición contemporánea de los apócrifos no se debía confiar en la doctrina, era potencialmente útil cuando se leía con espíritu de discernimiento.

## Traducción de Joseph Smith de la Biblia
Joseph Smith tradujo versículos seleccionados de la Biblia, trabajando por temas. Smith no completó el texto completo de la Biblia durante su vida; sin embargo, su obra incompleta se conoce como la Traducción de Joseph Smith de la Biblia o la Versión Inspirada. Aunque esta traducción seleccionada generalmente no es citada por los miembros de la iglesia, la Biblia en inglés publicada por la iglesia y comúnmente utilizada por los Santos de los Últimos Días contiene referencias cruzadas a la Traducción de Joseph Smith, así como un apéndice que contiene extractos más extensos. Sin embargo, con las excepciones de la traducción de Smith de partes del Libro del Génesis (renombradas Selecciones del Libro de Moisés) y la traducción de Mateo (llamada José Smith - Mateo), la IJSUD no ha canonizado oficialmente ninguna parte de la Versión Inspirada.

## Libro de Mormón

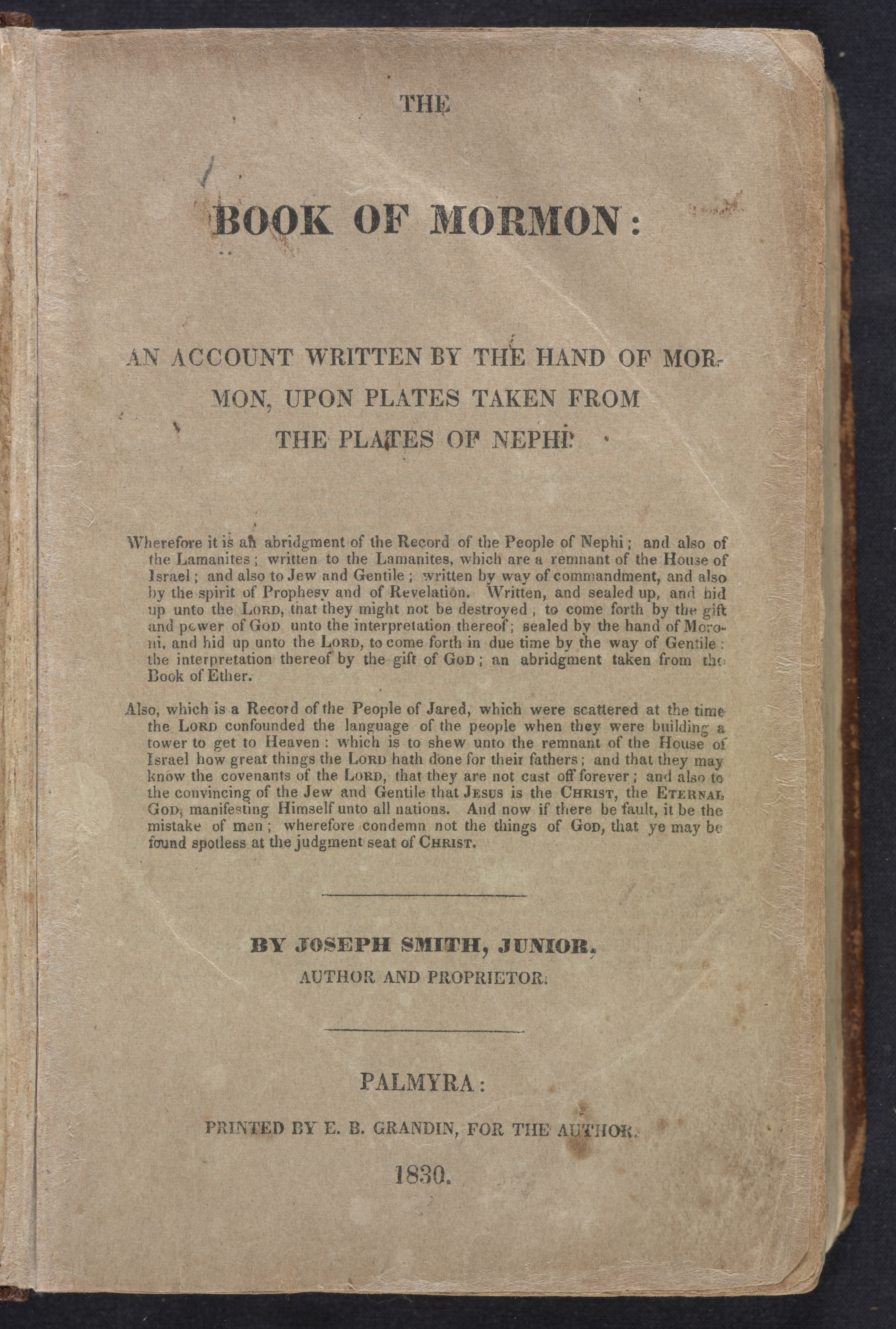
Portada del Libro de Mormón de una edición original de 1830, por Joseph Smith
(Imagen de la División de Colecciones Especiales y Libros Raros de la Biblioteca del Congreso de Estados Unidos)

Los Santos de los Últimos Días consideran que El Libro de Mormón es un volumen de escrituras sagradas comparable a la Biblia. Contiene un registro de los tratos de Dios con los profetas y los antiguos habitantes de América. La introducción del libro afirma que «contiene, al igual que la Biblia, la plenitud del evangelio eterno. El libro fue escrito por muchos profetas antiguos con el espíritu de profecía y revelación. Sus palabras, escritas en planchas de oro, fueron citadas y resumidas por un profeta-historiador llamado Mormón».
Los segmentos del Libro de Mormón proporcionan un relato de la cultura, las enseñanzas religiosas y las civilizaciones de los grupos que viajaron al Nuevo Mundo. Un grupo vino de Jerusalén en el 600 a. C. y luego se separó en dos naciones, identificadas en el libro como los nefitas y los lamanitas. Algunos años después de su llegada, los nefitas se reunieron con un grupo similar, los mulekitas, que abandonaron el Oriente Próximo durante el mismo período. Un grupo mayor llegó a Estados Unidos mucho antes, cuando el Señor confundió las lenguas en la Torre de Babel. Este grupo se conoce como los jareditas y su historia está registrada en el Libro de Éter. El evento culminante registrado en el Libro de Mormón es el ministerio personal de Jesucristo entre los nefitas poco después de su resurrección. Este relato presenta las doctrinas del evangelio, describe el plan de salvación y ofrece a los hombres paz en esta vida y salvación eterna en la vida venidera. Los últimos segmentos del Libro de Mormón detallan la destrucción de estas civilizaciones, ya que todas fueron destruidas excepto los lamanitas. El libro afirma que los lamanitas se encuentran entre los antepasados de los pueblos indígenas de las Américas.
Según sus registros, Joseph Smith tradujo el Libro de Mormón por el poder de Dios a través de unos instrumentos sagrados llamados Urim y Tumim. Once testigos firmaron testimonios de su autenticidad, los que ahora se incluyen en el prefacio del Libro de Mormón. Los llamados Tres Testigos testificaron haber visto a un ángel presentar las planchas de oro y haber escuchado a Dios dar testimonio de su verdad. Otros ocho testigos declararon que Joseph Smith les mostró las planchas, y que las manipularon y examinaron.

## Doctrina y convenios
Doctrina y convenios es una colección de revelaciones, políticas, cartas y declaraciones dadas a la iglesia moderna por pasados presidentes de la IJSUD. Este registro contiene puntos de la doctrina de la iglesia y la dirección sobre el gobierno de la iglesia. El libro ha existido en numerosas formas, con contenido variable, a lo largo de la historia de la iglesia y también ha sido publicado en diferentes formatos por las diversas denominaciones de Santos de los Últimos Días. Cuando la iglesia elige canonizar material nuevo, generalmente se agrega a Doctrina y convenios; los cambios más recientes se realizaron en 1981.

## Perla de gran precio
Perla de gran precio es una selección de material producido por Joseph Smith, y trata de muchos aspectos importantes de la fe y la doctrina de la iglesia. Muchos de estos materiales se publicaron inicialmente en periódicos de la iglesia, en los primeros días de la iglesia.
Perla de gran precio contiene cinco libros:
- Libro de Moisés: porciones del Libro del Génesis de la Traducción de la Biblia de Joseph Smith.
- Libro de Abraham: presunta traducción de papiros adquiridos por Smith en 1835, que trata de los viajes de Abraham en Egipto. La obra contiene muchas doctrinas distintivas de la IJSUD.
- José Smith - Mateo:[n 2] porciones del Evangelio de Mateo de la Traducción de Joseph Smith de la Biblia.
- José Smith - Historia:[n 2] narración en primera persona de la vida de Smith antes de la fundación de la iglesia. El material está tomado de Documentary History of the Church y está basado en una historia escrita por Smith en 1838.
- Artículos de fe: lista concisa de trece doctrinas fundamentales del mormonismo compuestas por Smith en 1842.